# Thaumasura carinicollis
Thaumasura carinicollis är en stekelart som först beskrevs av Cameron 1911.  Thaumasura carinicollis ingår i släktet Thaumasura och familjen puppglanssteklar. Inga underarter finns listade i Catalogue of Life.